# مپل فارست، میشیگان
مپل فارست (به انگلیسی: Maple Forest Township) یک منطقهٔ مسکونی در ایالات متحده آمریکا است که در شهرستان کرافورد، میشیگان واقع شده‌است.
 مپل فارست  ۶۵۳ نفر جمعیت دارد و ۴۰۵ متر بالاتر از سطح دریا واقع شده‌است.